# Ranunculus clivalis
Ranunculus clivalis är en ranunkelväxtart som beskrevs av Harry Howard Barton Allan. Ranunculus clivalis ingår i släktet ranunkler, och familjen ranunkelväxter. Inga underarter finns listade i Catalogue of Life.